# 요르요스 디아만티스
요르요스 디아만티스(그리스어: Γεώργιος Διαμαντής)는 그리스의 사격 선수이다. 그는 아테네에서 열린 1896년 하계 올림픽에 참가했다.
디아만티스는 두 소총 종목에 참가했다. 군사소총 종목에서는 1456점을 받아서 7위를 기록했다. 2차 시기 때 열 발을 쐈으며 384점을 기록했다. 자유소총 종목에서는 그가 메달을 따지 못했다는 것 말고는 아무것도 모른다.